# Turnierstraße 2

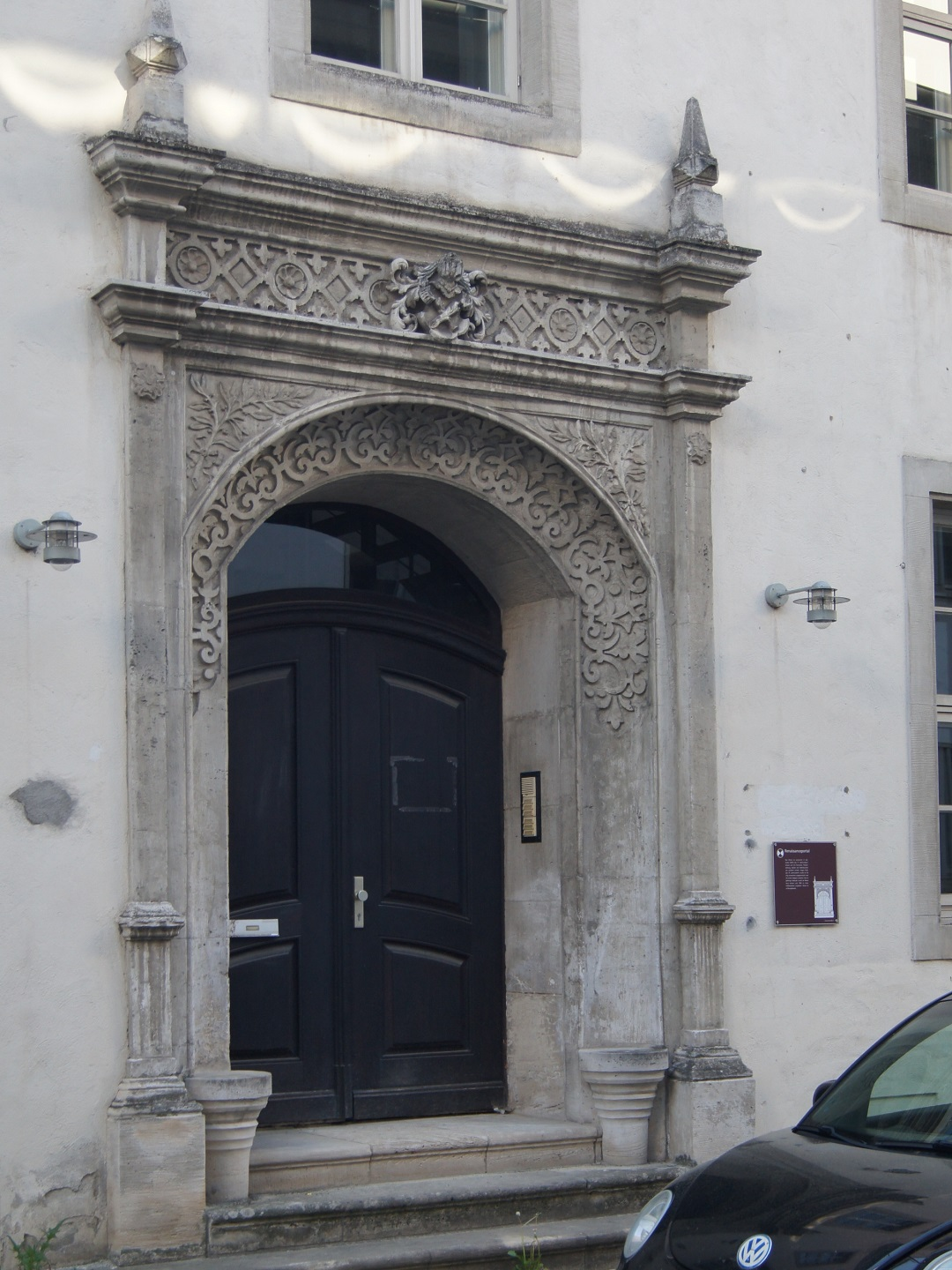
Renaissance-Portal, Turnierstraße 2

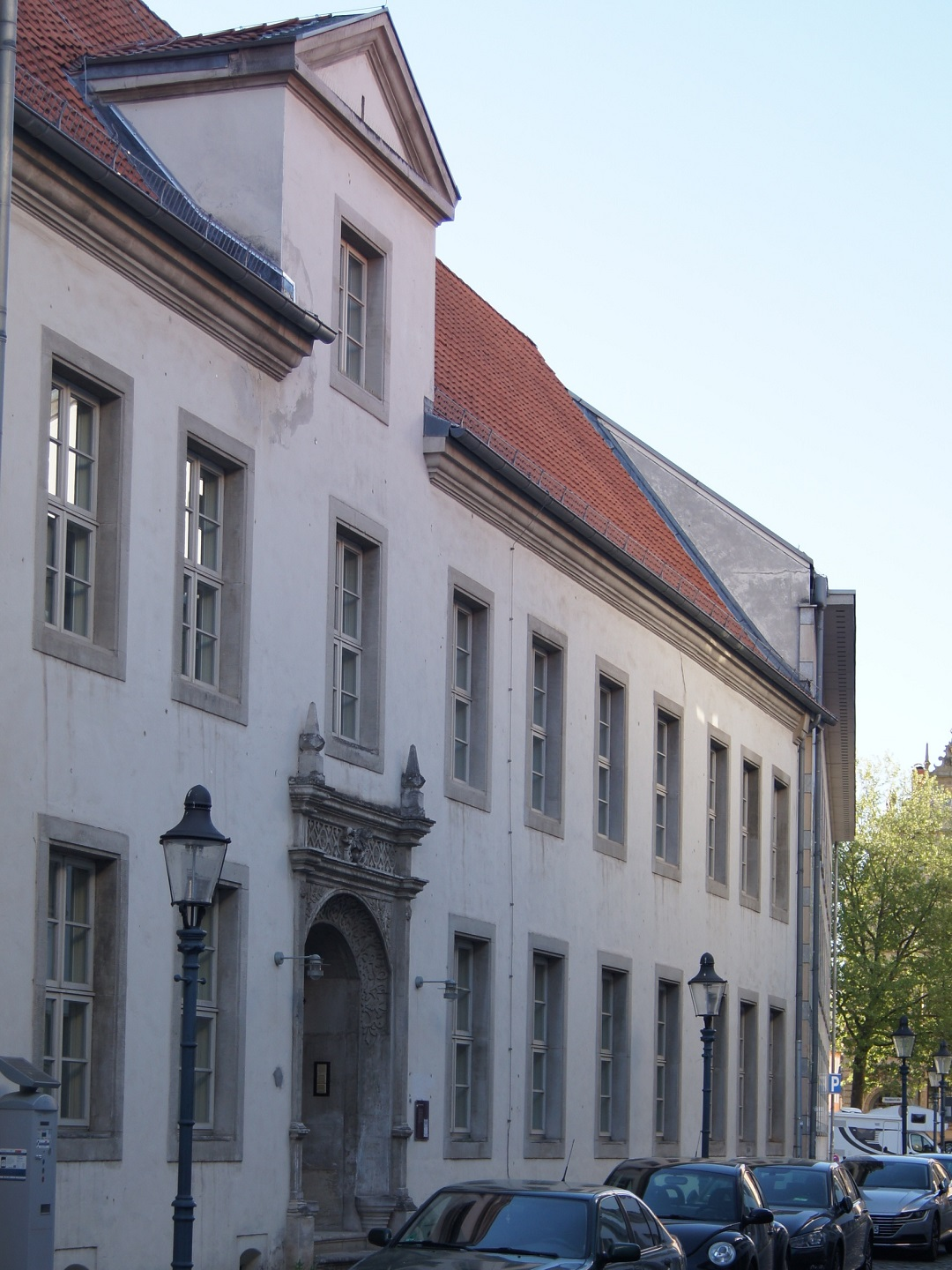
Gesamtansicht des Hauses

Turnierstraße 2 bezeichnet ein ehemaliges Bürgerhaus mit denkmalgeschütztem Renaissance-Portal in der Turnierstraße in Braunschweig. Das Gebäude wurde als Wohnhaus erbaut, 1906 zu einer Kaffeerösterei umgebaut und dient heute als Bürogebäude.

## Beschreibung
Das Bauwerk mit neun Fensterachsen ist heute schlicht und schmucklos. Die Fassade ist nicht symmetrisch, das Portal und ein Zwerchhaus betonen die dritte Achse von links. Die Fensterrahmen sind nicht geohrt.
Das Portal wird in die erste Hälfte des 17. Jahrhunderts datiert. Es ist in Pilasterstellung, Gebälk und Obeliskaufsätze gegliedert. Zudem wurde es mit zwei Sitznischen versehen. Das Wappen und die flächige ornamentale Ausschmückung stammen vom Ende des 19. Jahrhunderts.